# Llac Luodis
El llac Luodis és el sisè llac més gros de Lituània. Està situat al nord-est del país, al districte municipal de Zarasai, a 11 km. de Visaginas. Disposa de dues grans illes i té la ciutat de Salakas molt a prop seu.